# Discographie de Taeyeon
La chanteuse Taeyeon a sorti 2 albums studios (dont 2 rééditions), 7 mini-albums, 20 singles comme artiste principale, 14 bandes originales de dramas et séries (OST) ainsi que de nombreuses collaborations.
Elle débute officiellement sa carrière solo le 7 octobre 2015 avec un premier mini-album intitulé I. qui remporte un grand succès en se vendant à plus de 110 000 exemplaires en seulement 3 mois. Taeyeon sort son second mini-album Why l'année suivante avant d'enchaîner sur un premier album solo (My Voice) et un mini-album hivernal en 2017. Elle fait ses débuts au Japon avec le single digital Stay en juin 2018 tout juste après avoir sorti son troisième mini-album Something New.
Taeyeon enchaîne ensuite les succès en 2019 : son single Four Seasons triomphe en Corée du Sud et en Chine, sa chanson All About You pour le drama Hotel Del Luna fait également un belle performance en entrant directement à la première place du Gaon Digital Charts et son deuxième album studio Purpose s'écoule à plus de 160 000 exemplaires.
Les années 2020 et 2021 sont marqués par la sortie de singles qui la maintienne comme l'une des chanteuses les plus populaires du pays (Happy, Weekend) même si la réédition de Purpose et What Do I Call You ont des ventes moindres par rapports aux opus précédents.
Elle a vendu plus d'1 million d'exemplaires physiques de ses albums et plus de 25 millions d'exemplaires en ventes digitales. Taeyeon est également la seconde soliste féminine derrière IU à avoir classé le plus de singles no 1 (8) sur le Gaon Digital Charts : 6 comme chanteuse principale ("I", "Rain", "Fine", "Four Seasons", "All About You" et "INVU") et 2 en duo (Like A Star avec The One et Lonely avec Jonghyun).

## Albums studio
| Année                                                    | Titre    | Détails                                                       | Classements | Classements | Classements | Ventes                |
| Année                                                    | Titre    | Détails                                                       | COR         | JAP         | USA World   | Ventes                |
| -------------------------------------------------------- | -------- | ------------------------------------------------------------- | ----------- | ----------- | ----------- | --------------------- |
| 2017                                                     | My Voice | - Date de sortie : 28 février 2017 - Label : SM Entertainment | 1           | 39          | 2           | COR : plus de 141 000 |
| 2019                                                     | Purpose  | - Date de sortie : 28 octobre 2019 - Label : SM Entertainment | 2           | 25          | 9           | COR : plus de 165 000 |
| 2022                                                     | INVU     | - Date de sortie : 14 février 2022 - Label : SM Entertainment | 2           | 18          | —           | COR : plus de 247 000 |
| "—" indique que l'album ne s'est pas classé dans ce pays |          |                                                               |             |             |             |                       |

### Rééditions
| Année | Titre                     | Détails                                                       | Classement | Ventes               |
| Année | Titre                     | Détails                                                       | COR        | Ventes               |
| ----- | ------------------------- | ------------------------------------------------------------- | ---------- | -------------------- |
| 2017  | My Voice (Deluxe Edition) | - Date de sortie : 5 avril 2017 - Label : SM Entertainment    | 1          | COR : plus de 77 200 |
| 2020  | Purpose (Repackage)       | - Date de sortie : 15 janvier 2020 - Label : SM Entertainment | 2          | COR : plus de 49 400 |

## Mini-albums (EP)
| Année                                                    | Titre                             | Détails                                                        | Classements | Classements | Classements | Ventes                |
| Année                                                    | Titre                             | Détails                                                        | COR         | JAP         | USA World   | Ventes                |
| Coréens                                                  | Coréens                           | Coréens                                                        | Coréens     | Coréens     | Coréens     | Coréens               |
| -------------------------------------------------------- | --------------------------------- | -------------------------------------------------------------- | ----------- | ----------- | ----------- | --------------------- |
| 2015                                                     | I                                 | - Date de sortie : 7 octobre 2015 - Label : SM Entertainment   | 2           | 21          | 1           | COR : plus de 142 000 |
| 2016                                                     | Why                               | - Date de sortie : 28 juin 2016 - Label : SM Entertainment     | 1           | 30          | 2           | COR : plus de 111 000 |
| 2017                                                     | This Christmas : Winter Is Coming | - Date de sortie : 12 décembre 2017 - Label : SM Entertainment | 2           | —           | 6           | COR : plus de 69 000  |
| 2018                                                     | Something New                     | - Date de sortie : 18 juin 2018 - Label : SM Entertainment     | 3           | 35          | 4           | COR : plus de 70 400  |
| 2020                                                     | What Do I Call You                | - Date de sortie : 15 décembre 2020 - Label : SM Entertainment | 4           | —           | —           | COR : plus de 124 000 |
| 2023                                                     | To. X                             | - Date de sortie : 27 novembre 2023 - Label : SM Entertainment | 2           | —           | —           | COR : plus de 154 000 |
| 2024                                                     | Letter To Myself                  | - Date de sortie : 18 novembre 2024 - Label : SM Entertainment | 4           | —           | —           | COR : plus de 126 000 |
| Japonais                                                 |                                   |                                                                |             |             |             |                       |
| 2019                                                     | Voice                             | - Date de sortie : 13 mai 2019 - Label : SM Entertainment      | —           | 6           | 11          | JAP : plus de 18 600  |
| 2020                                                     | #GirlsSpkOut                      | - Date de sortie : 30 octobre 2020 - Label : SM Entertainment  | —           | 9           | —           | JAP : plus de 5 200   |
| "—" indique que l'album ne s'est pas classé dans ce pays |                                   |                                                                |             |             |             |                       |

## Singles
| Année | Titre                           | Meilleures positions | Meilleures positions | Meilleures positions | Album                             |
| Année | Titre                           | COR                  | USA World            | MON Excl. US         | Album                             |
| --- | ------------------------------- | -------------------- | -------------------- | -------------------- | --------------------------------- |
| 2015 | I (feat. Verbal Jint)           | 1                    | —                    | NC*                  | I                                 |
| 2016 | Rain                            | 1                    | 3                    | NC*                  | Hors album                        |
| 2016 | Starlight (feat. DEAN)          | 5                    | 6                    | NC*                  | Why                               |
| 2016 | Why                             | 7                    | 6                    | NC*                  | Why                               |
| 2016 | 11:11                           | 2                    | 5                    | NC*                  | Hors album                        |
| 2017 | I Got Love                      | 20                   | 9                    | NC*                  | My Voice                          |
| 2017 | Fine                            | 1                    | 7                    | NC*                  | My Voice                          |
| 2017 | Make Me Love You                | 4                    | 11                   | NC*                  | My Voice (Deluxe Edition)         |
| 2017 | This Christmas                  | 2                    | —                    | NC*                  | This Christmas : Winter Is Coming |
| 2018 | Something New                   | 15                   | 24                   | NC*                  | Something New                     |
| 2019 | Four Seasons (사계)             | 1                    | 6                    | NC*                  | Purpose                           |
| 2019 | Spark (불티)                    | 2                    | 25                   | NC*                  | Purpose                           |
| 2020 | Dear Me (내게 들려주고 싶은 말) | 20                   | —                    | NC*                  | Purpose (Repackage)               |
| 2020 | Happy                           | 4                    | 9                    | NC*                  | Hors album                        |
| 2020 | What Do I Call You              | 14                   | —                    | NC*                  | What Do I Call You                |
| 2021 | Weekend                         | 4                    | 7                    | 181                  | INVU                              |
| 2022 | Can't Control Myself            | 8                    | 13                   | —                    | INVU                              |
| 2022 | INVU                            | 1                    | 8                    | 138                  | INVU                              |
| 2023 | To. X                           | 2                    | —                    | 103                  | To. X                             |
| 2024 | Heaven                          | 47                   | —                    | —                    | Hors album                        |
| 2024 | Letter To Myself                | 22                   | —                    | —                    | Letter To Myself                  |
| "—" indique que le single ne s'est pas classé dans cette région. * Note : le Billboard Global 200 n'a été introduit qu'en septembre 2020 |                                 |                      |                      |                      |                                   |

## Bandes sons et performances en solo
| Année | Album                                           | Titre                            | Durée | Notes                                                                                         |
| ----- | ----------------------------------------------- | -------------------------------- | ----- | --------------------------------------------------------------------------------------------- |
| 2004  | You Bring Me Joy                                | You Bring Me Joy                 | 04:05 | Duo avec The One, avant ses débuts.                                                           |
| 2007  | SBS - Thirty Thousand Miles in Search of My Son | Touch the Sky                    | 03:49 | avec Jessica, Seohyun, Sunny & Tiffany                                                        |
| 2008  | KBS - Hong Gildong OST                          | If                               | 04:25 | Solo                                                                                          |
| 2008  | KBS - Hong Gildong OST                          | The Little Boat                  | 03:27 | avec Jessica, Seohyun, Sunny & Tiffany                                                        |
| 2008  | MBC - Beethoven Virus OST                       | Can You Hear Me                  | 04:00 | Solo                                                                                          |
| 2008  | NC                                              | Haptic Motion                    | 01:31 | avec Jessica, Seohyun & Sunny                                                                 |
| 2008  | Girls' Generation & Eternity                    | 7989                             | 03:30 | Duo avec Kangta                                                                               |
| 2009  | MBC - Heading to the Ground OST                 | ((It's Love                      | 04:15 | Duo avec Sunny                                                                                |
| 2009  | MBC - Heading to the Ground OST                 | Motion                           | 04:06 | avec Jessica, Seohyun, Sunny & Tiffany                                                        |
| 2009  | NC                                              | S.E.O.U.L.                       | 03:47 | avec Jessica, Seohyun, Sunny & Kyuhyun, Sungmin, Ryeowook, Donghae & Leeteuk des Super Junior |
| 2009  | NC                                              | I Can't Bear Anymore (Bear Song) | 02:43 | avec Jessica, Seohyun & Sunny                                                                 |
| 2010  | NC                                              | Cabi Song                        | 03:19 | avec Jessica, Tiffany, Seohyun, Sunny, Yuri, Chansung, Junsu & Taecyeon                       |
| 2010  | Like a Star                                     | Like a Star                      | 03:58 | Duo avec The One                                                                              |
| 2010  | SBS - Athena: Goddess of War OST                | I Love You                       | 03:23 | Solo                                                                                          |
| 2010  | My Friend Haechi (ko)                           | Haechi Song (해치송)             | 03:26 | avec Jessica, Sunny, Tiffany & Seohyun                                                        |
| 2011  | Different                                       | Different                        | 04:23 | Duo avec Kim Bum-soo                                                                          |
| 2012  | I AM. OST                                       | Dear My Family                   | 05:26 | SM Town                                                                                       |
| 2012  | MBC - The King 2 Hearts OST                     | Missing You Like Crazy           | 03:36 | Solo                                                                                          |
| 2012  | SBS - To the Beautiful You OST                  | Closer                           | 04:04 | Solo                                                                                          |
| 2013  | SBS - That Winter, The Wind Blows OST           | And One                          | 04:15 | Solo                                                                                          |
| 2013  | I Got a Boy                                     | Lost in Love                     | 04:00 | Duo avec Tiffany                                                                              |
| 2013  | Mr. Go OST                                      | Bye                              | 04:32 | Solo                                                                                          |
| 2014  | SM the Ballad Vol. 2 – Breath                   | Breath                           | 04:37 | Duo avec Jonghyun                                                                             |
| 2014  | SM the Ballad Vol. 2 – Breath                   | Set Me Free                      | 04:21 | Solo                                                                                          |
| 2014  | JTBC Campaign Song                              | Colorful                         | 02:20 | Solo pour la campagne « The World Is More Beautiful Because We're Different »                 |
| 2014  | SBS - You're All Surrounded                     | Love, That One Word              | 03:55 | Solo                                                                                          |
| 2014  | Make Your Move                                  | Cheap Creeper                    | 03:01 | Avec Jessica, Sunny, Tiffany & Seohyun                                                        |
| 2015  | Beautiful                                       | Shake That Brass                 | 03:13 | Duo avec Amber Liu                                                                            |
| 2016  | Moon Lovers: Scarlet Heart Ryeo OST             | All With You                     | 03:53 | Solo                                                                                          |
| 2017  | Final Life: Even If You Disappear Tomorrow OST  | Rescue Me                        | 04:22 | Solo                                                                                          |
| 2018  | Station X0                                      | Page 0                           | 03:07 | Avec Melomance                                                                                |
| 2019  | La Reine des neiges 2                           | Into the Unknown                 | 03:09 | Solo                                                                                          |